# Bill Gaither
William J. Gaither (Alexandria, Indiana, 1936. március 28.) amerikai énekes-dalszerző. A déli gospel és keresztény könnyűzenei stílusokban alkot. Feleségével, Gloriával számos népszerű keresztény dalt írt. Szóló- és feleségével közös fellépései mellett szerepelt a Bill Gaither Trio és a Gaither Vocal Band tagjaként is. 2009-ig 5 Grammy-díjat kapott.
Feleségével ma is Indianában él. Három felnőtt gyermekük van.
A Gaither Vocal Benddel 2009 októberében Debrecenben, a Főnix Csarnokban is felléptek európai turnéjuk során.

## Fordítás
- Ez a szócikk részben vagy egészben a Bill Gaither (gospel singer) című angol Wikipédia-szócikk ezen változatának fordításán alapul.  Az eredeti cikk szerkesztőit annak laptörténete sorolja fel. Ez a jelzés csupán a megfogalmazás eredetét és a szerzői jogokat jelzi, nem szolgál a cikkben szereplő információk forrásmegjelöléseként.